# Ashikaga Yoshikatsu
En aquest nom japonès, el cognom és Ashikaga.
Ashikaga Yoshikatsu (足利 義勝, 19 de març del 1434 - 16 d'agost del 1443) va ser setè shogun del shogunat Ashikaga i va governar entre el 1442 i el 1443 al Japó. Va ser el fill del sisè shogun Ashikaga Yoshinori.
Es va convertir en shogun a l'edat de vuit anys, gairebé un any després de l'assassinat del seu pare el 1441. Tot i així va morir malalt l'any següent i va ser succeït pel seu germà petit Ashikaga Yoshimasa.